# 10540 Hachigoroh
10540 Hachigoroh este un asteroid din centura principală de asteroizi.

## Descriere
10540 Hachigoroh a fost descoperit pe 13 noiembrie 1991 la Kiyosato de Satoru Ōtomo. Asteroidul prezintă o orbită caracterizată de o semiaxă mare de 3,10 ua, o excentricitate de 0,17 și o înclinație de 6,7° în raport cu ecliptica.